# Życie Emila Zoli
Życie Emila Zoli (ang. The Life of Emile Zola) – amerykański dramat biograficzny z 1937 roku w reżyserii Williama Dieterle, zrealizowany na podstawie książki Zola and His Time Matthew Josephsona. 
Portret francuskiego pisarza Émile’a Zoli oraz jego przyjaźni z malarzem Paulem Cézannem na tle sprawy Dreyfusa. Obraz cieszył się dużym powodzeniem i został nagrodzony Oscarem za najlepszy film roku.

## Obsada
- Paul Muni jako Émile Zola
- Gale Sondergaard jako Lucie Dreyfus
- Joseph Schildkraut jako kapitan Alfred Dreyfus
- Gloria Holden jako Alexandrine Zola
- Donald Crisp jako Maitre Labori
- Erin O’Brien-Moore jako Nana
- Vladimir Sokoloff jako Paul Cézanne
- Grant Mitchell jako Georges Clemenceau
- Morris Carnovsky jako Anatole France

i inni